# Nokia 3110 evolve
Il Nokia 3110 Evolve è un telefonino prodotto dall'azienda finlandese Nokia.

## Caratteristiche
- Dimensioni: 109 x 46 x 16 mm
- Massa: 87 g
- Risoluzione display: 128 x 160 pixel a 262.000 colori
- Durata batteria in conversazione: 3 ore
- Durata batteria in standby: 380 ore (15 giorni)
- Memoria: 9 MB espandibile con MicroSD fino a 2 GB
- Fotocamera: 1.3 megapixel
- Bluetooth e Infrarossi